# 나이절 리오코커
나이절 숄라 앤드리 리오코커(영어: Nigel Shola Andre Reo-Coker, 1984년 5월 14일~)는 잉글랜드의 전 축구 선수로, 과거 미드필더로 뛰었다. 1984년 런던의 한 병원에서 태어났으나, 부친의 직장 때문에 곧바로 시에라리온에서 6년간 생활하였다. 1990년 양친의 이혼 이후, 어머니를 따라 영국으로 돌아왔다.

## 클럽 경력

### 윔블던 FC
리오코커는 12세의 나이 때, 런던의 클럽 윔블던 FC에서 축구를 시작했다. 2002년 성인팀에 데뷔하였으며, 어린 나이임에도 팀의 주장으로 발탁되었다. 2003년 3월에는 포츠머스 FC의 감독 해리 레드냅이 영입을 타진했으나 성사되지는 않았다. 리오코커는 윔블던에서 64경기에 출전하여 6골을 기록하였다.

### 웨스트햄 유나이티드 FC
풋볼 리그 1부 2003-04 시즌 전반기 동안 뛰어난 활약을 펼치며, 2004년 1월 웨스트햄 유나이티드 FC로 이적하게 되었다. 1월 31일 로더럼 유나이티드 FC와의 경기에 출전하며 데뷔전을 치렀다. 3월 9일 친정팀 윔블던 FC를 상대로 웨스트햄에서의 데뷔골을 기록하였다. 다음 시즌 리오코커는 39경기 출장 동안 3골을 기록했으며, 팀의 승격에 공헌하였다. 2006년 5월에는 FA컵 결승전에 진출하기도 하였다.
프리미어리그 2006-07 시즌에는 리오코커가 크게 부진하면서, 팀이 강등 위기에 직면했다. 시즌 도중 앨런 파듀가 경질되기도 하였으나, 시즌 막판 카를로스 테베스의 활약과 더불어 리오코커 또한 경기력을 회복하며 9경기 중 7승을 거두어 잔류에 성공하였다. 그러나 웨스트햄은 리오코커와 재계약을 논의하지 않았고, 리오코커는 이적을 결심했다.

### 애스턴 빌라 FC
2007년 7월 5일 애스턴 빌라 FC는 리오코커를 8,500만 파운드의 이적료로 영입하며, 4년 계약을 맺었음을 발표했다. 8월 28일 렉섬 FC와의 EFL컵 경기에서 빌라 소속으로 데뷔골을 기록하였다. 이후 토트넘 홋스퍼 FC와의 원정경기에서 빌라 소속으로 리그 데뷔골을 기록하였다. 이 기간 동안 리오코커는 주로 중앙 미드필더로서 활약하였으나, 때때로 오른쪽 풀백이나 오른쪽 윙어로서 활약하기도 하였다. 프리미어리그 2010-11 시즌이 종료되고, 리오코커는 자유 계약으로 팀을 떠났다.

### 볼턴 원더러스 FC
리오코커는 2011년 7월, 볼턴 원더러스 FC와 2년 계약을 맺었다. 8월 퀸즈 파크 레인저스 FC와의 경기에 출전하며 볼튼에서의 데뷔전을 치렀다. 리오코커는 볼튼에서 42경기에 출전하였고, 3골을 기록하였다. 그러나 팀은 프리미어리그 2011-12 시즌 강등을 당했고, 리오코커는 구단과 계약을 해지하고 팀을 떠났다.

### 입스위치 타운 FC
2012년 리오코커는 2부리그의 입스위치 타운 FC과 자유계약을 맺었다. 그는 이 곳에서 12경기에 출전하였다.

### 밴쿠버 화이트캡스 FC
리오코커는 미국 MLS 구단 밴쿠버의 라이벌 포틀랜드 팀버스의 관심을 받고 있었다. 그러나 그는 밴쿠버의 감독 마틴 레니의 프로페셔널리즘을 높이 평가하며, 밴쿠버로 향하기를 원했다. 밴쿠버는 MLS 수퍼 드래프트 2014지명권 한장을 포틀랜드의 MLS 수퍼 드래프트 2015와 트레이드하면서 리오코커와 계약을 맺었다.
2013년 3월 3일, 토론토 FC와의 경기에서 데뷔전을 치렀다.

### 치바스 USA
2014년 8월 21일 리오코커는 CD 치바스 USA의 마우로 로살레스와 트레이드되었다.

### 몬트리올 임팩트
2014년 12월 10일 리오코커는 MLS 웨이버 드래프트를 통해 몬트리올 임팩트로 이적하였다.

### IK 스타르트
2017년 5월 3일 노르웨이 최상위 리그 엘리테세리엔의 IK 스타르트로 이적하였다. 6월 26일 구단은 그와의 계약을 해지하였다.